# Ekaterina Sedia
Ekaterina Sedia, pseudonimo di Ekaterina Holland (Mosca (Russia), 9 luglio 1970), è una scrittrice russa naturalizzata statunitense.
Ha frequentato le scuole statali a Mosca quindi nel 1984 si è trasferita a Boston dove ha lavorato come ricercatrice al dipartimento di scienze cognitive del MIT. Insegna botanica allo Stockton College.
Ha iniziato a scrivere quando si era già trasferita negli Stati Uniti e scrive direttamente in inglese; il suo primo romanzo, According to Crow, ispirato alla storia biblica di Giuditta e Oloferne, è uscito nel 2005. Ha poi pubblicato romanzi di genere fantasy, urban fantasy e steampunk. 
Ha scritto una cinquantina di racconti ed è stata curatrice di diverse antologie tra le quali Paper Cities: An Anthology of Urban Fantasy (2009) premiata con il World Fantasy Award come migliore antologia. 
Con Sam Koji Hale ha scritto il film Yamasong: March of the Hollows (2017). 

## Opere
- According to Crow,
- (PL)  Tajemna historia Moskwy, Mag, 2008, ISBN 9788374801010.
  - (EN)  The Secret History of Moscow, Prime Books, 2007, ISBN 9780809572236
  - (DE)  Die geheime Geschichte Moskaus, Klett-Cotta, 2009, ISBN 9783608938739.
- (EN)  The Alchemy of Stone, Prime, 2009, ISBN 9781607012153
  - (FR)  L'Alchimie de la Pierre, Le Bélial, 16 febbraio 2017, ISBN 9782843447808.
  - (IT)  L'alchimista - Il destino dei gargoyle, Asengard, 2012, ISBN 9788895313375
- (EN)  The House of Discarded Dreams, Prime Books, 2010, ISBN 9781607012283.
- (EN) Moscow But Dreaming, Prime Books, 2012, ISBN 9781607013624.
- (EN)  Willful Impropriety: 13 Tales of Society, Scandal, and Romance, Running Press, 2012, ISBN 9780762444304
- (EN)  Citizen Komarova Finds Love, Future Fiction, 2016 (e-book)
  - (IT)  Larisa Komarova trova l'amore, Future Fiction, 2016 (e-book).